# Rakugaki Showtime
Rakugaki Showtime (ラクガキショータイム?) è un videogioco sviluppato da Treasure e pubblicato nel 1999 da Enix per PlayStation. Il gioco è stato successivamente distribuito da Square Enix su PlayStation Network per PlayStation 3, PlayStation Portable e PlayStation Vita.

## Modalità di gioco
Picchiaduro multigiocatore in stile Power Stone, in Rakugaki Showtime è possibile controllare 17 personaggi bidimensionali disegnati in stile cutout.